# 陳寶熾
陳寶熾（468年—544年）是穎川（今河南省許昌市）人。北魏道士。 
早年不喜歡科舉，師從王道義，成為楼观道士，讲学著书，有通感之靈，又善驯虎。西魏文帝时，奉诏入朝，宇文泰和朝中士大夫都努力向其學習。大統十年（544年）五月十七日，陳寶熾去世，詔謚〝貞懿先生〞。有弟子李順興、侯楷、嚴達等。